# 19-о средно училище „Елин Пелин“
19 средно училище „Елин Пелин“ е общинско училище с прием в 1-ви, 5-и и 7-и клас в София, район „Красно село“, квартал Крива река, на улица „Яков Крайков“ № 16 (между ВМА и болница „Пирогов“).

## История
През 1932 г. в дома на училищния инспектор Георги Косачев (на днешната улица „Георги Нови Софийски“ близо до главния вход с арката на Медицинския университет) започва историята на тогавашното Софийско народно основно училище. Знакова е следващата 1933 година, когато със заповед на Министерството на народната просвета за патрон е определен класикът на българската литература Елин Пелин и е положен основният камък на сегашната училищна сграда. Първата в района училищна библиотека е открита в училището през 1943 г.
През учебната 1950/1951 г. II СНОУ е преименувано на 19 ЕСПУ „Елин Пелин“. Първите чуждоезикови паралелки са открити през 1975 г., а през 1987 г. е въведена диференциация в системата на обучение – в училището се формират хуманитарен, природоматематичен и технологичен профили.
Възпитаници на 19 СОУ „Елин Пелин“ са: Соломон Паси, Саша Безуханова, Орлин Горанов, Мая Новоселска, Илко Димитров, Ясен Бояджиев и други.